# Ministre d'État à l'Alimentation
Le Ministre d'État à l'Alimentation (en anglais : Minister of State for Food), occupe un poste de niveau intermédiaire au sein du Département de l'Environnement, de l'Alimentation et des Affaires rurales du gouvernement britannique. Le titulaire actuel Mark Spencer, est en poste depuis le 07 septembre 2022 dans le gouvernement Truss.

## Responsabilités
Les responsabilités comprennent :
- Ministre principal de la chaîne agroalimentaire et ministre principal de l'Union et du nivellement par le haut en ce qui concerne les questions de Defra
- Responsable de l'Agence des paiements ruraux, Conseil de développement de la santé animale, Fera, Centre pour l'environnement, la pêche et l'aquaculture, Organisation de gestion marine et relation avec l'Agence des normes alimentaires
- Pêche
- Agriculture
- Aliments
- Échanger
- Pesticides

## Ministres de l'agriculture et de l'alimentation
| Nom                                                                                           | Nom                                                                     | Portrait                                               | Mandat                                                       | Mandat                                                 | Parti politique                                        | P.M.                                                   | P.M.         | F.Sec.      |
| Sous-secrétaire d'État parlementaire à l'environnement                                        | Sous-secrétaire d'État parlementaire à l'environnement                  | Sous-secrétaire d'État parlementaire à l'environnement | Sous-secrétaire d'État parlementaire à l'environnement       | Sous-secrétaire d'État parlementaire à l'environnement | Sous-secrétaire d'État parlementaire à l'environnement | Sous-secrétaire d'État parlementaire à l'environnement |              |             |
| --------------------------------------------------------------------------------------------- | ----------------------------------------------------------------------- | ------------------------------------------------------ | ------------------------------------------------------------ | ------------------------------------------------------ | ------------------------------------------------------ | ------------------------------------------------------ | ------------ | ----------- |
|                                                                                               | Alan Meale MP pour Mansfield (né en 1949)                               |                                                        | 6 mai 1997                                                   | 22 juillet 1999                                        | Travailliste                                           |                                                        | Blair I      | Prescott    |
| Sous-secrétaire d'État parlementaire à l'environnement, aux transports et aux régions         |                                                                         |                                                        |                                                              |                                                        |                                                        |                                                        | Blair I      | Prescott    |
|                                                                                               | Chris Mullin MP pour Sunderland South (né en 1947)                      |                                                        | 22 juillet 1999                                              | 25 janvier 2001                                        | Travailliste                                           |                                                        | Blair I      | Prescott    |
|                                                                                               | Bob Ainsworth MP pour Coventry North East (né en 1952)                  |                                                        | 25 janvier 2001                                              | 7 juin 2001                                            | Travailliste                                           |                                                        | Blair I      | Prescott    |
| Sous-secrétaire d'État parlementaire à l'alimentation, à l'agriculture et à l'énergie durable |                                                                         |                                                        |                                                              |                                                        |                                                        |                                                        | Blair I      | Prescott    |
|                                                                                               | Larry Whitty (né en 1943)                                               |                                                        | 12 juin 2001                                                 | 10 mai 2005                                            | Travailliste                                           |                                                        | Blair II     | Beckett     |
|                                                                                               | Willy Bach (né en 1946)                                                 |                                                        | 10 mai 2005                                                  | 5 mai 2006                                             | Travailliste                                           |                                                        | Blair III    | Beckett     |
| Ministre d'État chargé de l'alimentation, de l'agriculture et de la santé animale durables    |                                                                         |                                                        |                                                              |                                                        |                                                        |                                                        | Blair III    | Beckett     |
|                                                                                               | Jeff Rooker (né en 1941)                                                |                                                        | 6 mai 2006                                                   | 3 octobre 2008                                         | Travailliste                                           |                                                        | Blair III    | Miliband    |
| Brown I                                                                                       | Jeff Rooker (né en 1941)                                                | Benn                                                   | 6 mai 2006                                                   | 3 octobre 2008                                         | Travailliste                                           |                                                        |              |             |
| Brown I                                                                                       | Ministre délégué à l'Agriculture et à l'Environnement                   | Benn                                                   |                                                              |                                                        |                                                        |                                                        |              |             |
| Brown I                                                                                       |                                                                         | Benn                                                   | Jane Kennedy MP pour Liverpool Wavertree (née en 1958)       |                                                        | 5 octobre 2008                                         | 8 juin 2009                                            | Travailliste |             |
| Brown I                                                                                       | Ministre délégué à l'alimentation, à l'agriculture et à l'environnement | Benn                                                   |                                                              |                                                        |                                                        |                                                        |              |             |
| Brown I                                                                                       |                                                                         | Benn                                                   | Jim Fitzpatrick MP pour Poplar and Canning Town (né en 1952) |                                                        | 8 juin 2009                                            | 11 mai 2010                                            | Travailliste |             |
| Ministre d'État à l'Agriculture et à l'Alimentation                                           |                                                                         |                                                        |                                                              |                                                        |                                                        |                                                        |              |             |
|                                                                                               | Jim Paice MP pour South East Cambridgeshire (né en 1949)                |                                                        | 13 mai 2010                                                  | 4 septembre 2012                                       | Conservateur                                           |                                                        | Cameron I    | Spelman     |
|                                                                                               | David Heath MP pour Somerton and Frome (né en 1954)                     |                                                        | 4 septembre 2012                                             | 7 octobre 2013                                         | Libéral Démocrate                                      |                                                        | Cameron I    | Paterson    |
| Sous-secrétaire d'État parlementaire à l'agriculture, à la pêche et à l'alimentation          |                                                                         |                                                        |                                                              |                                                        |                                                        |                                                        | Cameron I    | Paterson    |
|                                                                                               | George Eustice MP pour Camborne and Redruth (né en 1971)                |                                                        | 8 octobre 2013                                               | 8 mai 2015                                             | Conservateur                                           |                                                        | Cameron I    | Paterson    |
| Truss                                                                                         | George Eustice MP pour Camborne and Redruth (né en 1971)                |                                                        | 8 octobre 2013                                               | 8 mai 2015                                             | Conservateur                                           |                                                        | Cameron I    |             |
| Ministre d'État à l'Agriculture, à la Pêche et à l'Alimentation                               |                                                                         |                                                        |                                                              |                                                        |                                                        |                                                        | Cameron I    |             |
|                                                                                               | George Eustice MP pour Camborne and Redruth (né en 1971)                |                                                        | 8 mai 2015                                                   | 28 février 2019                                        | Conservateur                                           |                                                        | Cameron II   |             |
| May I                                                                                         | George Eustice MP pour Camborne and Redruth (né en 1971)                | Leadsom                                                | 8 mai 2015                                                   | 28 février 2019                                        | Conservateur                                           |                                                        |              |             |
| May II                                                                                        | George Eustice MP pour Camborne and Redruth (né en 1971)                | Gove                                                   | 8 mai 2015                                                   | 28 février 2019                                        | Conservateur                                           |                                                        |              |             |
| May II                                                                                        | Ministre d'État à l'Agriculture, à la Pêche et à l'Alimentation         | Gove                                                   |                                                              |                                                        |                                                        |                                                        |              |             |
| May II                                                                                        |                                                                         | Gove                                                   | Robert Goodwill MP pour Scarborough and Whitby (né en 1956)  |                                                        | 5 mars 2019                                            | 25 juillet 2019                                        | Conservateur |             |
|                                                                                               | George Eustice MP pour Camborne and Redruth (né en 1971)                |                                                        | 25 juillet 2019                                              | 13 février 2020                                        | Conservateur                                           |                                                        | Johnson I    | Villiers    |
| Johnson II                                                                                    | George Eustice MP pour Camborne and Redruth (né en 1971)                |                                                        | 25 juillet 2019                                              | 13 février 2020                                        | Conservateur                                           |                                                        |              | Villiers    |
| Sous-secrétaire parlementaire à l'agriculture, à la pêche et à l'alimentation                 |                                                                         |                                                        |                                                              |                                                        |                                                        |                                                        |              | Villiers    |
|                                                                                               | Victoria Prentis MP pour Banbury (né en 1971)                           |                                                        | 14 février 2020                                              | 16 septembre 2021                                      | Conservateur                                           |                                                        | Eustice      |             |
| Ministre d'État à l'Agriculture, à la Pêche et à l'Alimentation                               |                                                                         |                                                        |                                                              |                                                        |                                                        |                                                        | Eustice      |             |
|                                                                                               | Victoria Prentis MP pour Banbury (née en 1971)                          |                                                        | 16 septembre 2021                                            | 6 septembre 2022                                       | Conservateur                                           |                                                        | Eustice      |             |
| Ministre d'État à l'Alimentation                                                              |                                                                         |                                                        |                                                              |                                                        |                                                        |                                                        | Eustice      |             |
|                                                                                               | Mark Spencer MP pour Sherwood (né en 1970)                              |                                                        | 7 septembre 2022                                             | Titulaire                                              | Conservateur                                           |                                                        | Truss I      | Jayawardena |